# Demontage
Demontage är en term för krigsskadestånd i form av nedmontering av industrier, järnvägar och annan infrastruktur i ett land som förlorat en väpnad konflikt.
Tyskland drabbades efter både första och andra världskriget av omfattande demontage, liksom Finland efter sina krig mot Sovjetunionen.
Demontage i dess mest extrema form föreslogs i Morgenthauplanen, som efter andra världskriget skulle omvandla industrilandet Tyskland till en jordbrukarnation.